# Половинкин, Юрий Алексеевич
Юрий Алексеевич Половинкин (1927 — неизвестно) — советский футболист, полузащитник, защитник. Мастер спорта СССР.

## Биография
Вице-чемпион РСФСР в составе «Динамо» Горький (1949). 10 сезонов (1950—1951, 1953—1954) провёл в «Торпедо» Горький. В чемпионате СССР (1951, 1954) сыграл 52 матча.
Играл в хоккей с шайбой за команды «Динамо» Горький (1949/50), «Торпедо» Горький (1950/51),
Работал тренером в командах КФК.